# Burcht Eisenberg
Burcht Eisenberg is een ruïne in de buurt van de Duitse plaats Korbach.
De burcht is in de 14e eeuw gesticht. De namen van de stichters zijn niet meer bekend. In de 15e eeuw is de burcht in het bezit gekomen van de graven van Waldeck. Vanaf 1487 werd de burcht bewoond door de Eisenberg-tak van het geslacht Waldeck. Dit bleef zo tot het uitsterven van de deze tak in 1692.